# Javier Rodrigo de Santos López
Javier Rodrigo de Santos López és un polític mallorquí del PP que fou tinent de batle d'urbanisme de Palma entre els anys 2003 i 2007. Entre 1997 i 2001, fou el màxim responsable de la sanitat a les Illes Balears com a Director Provincial de les Illes Balears de l'INSALUD, abans que les competències en sanitat fossin transferides al Govern de les Illes Balears. Es feu famós per gastar 50804 € de diners públics municipals en el que s'anomenà Cas De Santos.